# Смит, Лео (канадский композитор)
Джозеф Леопольд (Лео) Смит (англ. Joseph Leopold Smith) — британский и канадский виолончелист, композитор и музыкальный педагог первой половины XX века.

## Биография

### Английский период
Джозеф Леопольд Смит родился в 1881 году в Бирмингеме (Англия). Его мать была пианисткой, а отец учителем, кроме него в семье было ещё шесть детей. Джозеф рано проявил свои музыкальные таланты, его учителями игры на виолончели были сначала У. Г. Пристли в Бирмингеме, а затем, в Манчестере, профессор Карл Фукс. Уже в восемь лет мальчик дал сольный концерт в бирмингемской ратуше. Позже он учился в Королевском манчестерском музыкальном колледже и в Манчестерском университете, где его учителем был Генри Хайлз.
Одновременно с учёбой Лео был помощником преподавателя в Королевском музыкальном колледже, а затем получил место виолончелиста в оркестре Халле (Манчестер). Он также играл в камерных оркестрах, в том числе как приглашенный виолончелист на севере Англии. В течение пяти лет он был оркестрантом Королевского оперного театра Ковент-Гарден. В эти годы он уже пишет самостоятельную музыку. Среди его ранних произведений Симфоническая пьеса ре-минор (ныне утерянная) и многочисленные песни, некоторые из которых были написаны на стихи его брата Арнольда.

### Канадский период
В 1910 году Смит переезжает в Канаду. С этого момента он становится капельмейстером виолончелей в Торонтском симфоническом оркестре, где остается до последнего сезона этого состава в 1917—18 годах. В 1911 году он начинает преподавать в Торонтской консерватории, где ведет курсы музыкальной теории, истории, композиции и виолончели. Он также играет в консерваторском струнном трио, а позже в Консерваторском струнном квартете и Торонтском струнном квартете. В первые годы в Торонто он также женится на скрипачке Лене Хейз.
Открыв в себе литературный дар, Смит стал одним из ведущих авторов Conservatory Quarterly Review. Позже эти навыки помогут ему в написании трех учебников, каждый из которых выдержал с тех пор ряд переизданий: «Основы музыки» (Бостон, 1920), «Музыка XVII и XVIII веков» (Торонто, 1931) и «Введение в голосоведение» (Оквилл, 1939).
В 1927 году Смит становится преподавателем только что сформированного музыкального факультета Торонтского университета, в 1937 году получив профессорское звание. Он продолжает преподавать в университете до 1950 года; среди его учеников были Луис Эпплбаум, Кеннет Пикок, Джон Беквит, а также пианист Говард Браун. С 1932 года Смит играет во вновь созданном Торонтском симфоническом оркестре, а с 1938 года в Торонтском филармоническом оркестре, в обоих составах выполняя функции капельмейстера виолончелей. В середине 1940-х годов он становится популяризатором старинного инструмента виола да гамба, давая на нём концерты и включая партии для него в свои произведения. После ухода на пенсию в 1950 году Смит, вняв уговорам друзей, стал музыкальным критиком газеты Globe and Mail, где продолжал писать до самой смерти в 1952 году.

## Творчество
По словам самого Смита, он хотел в своих произведениях «играть канадские мелодии», но боялся, что они всегда будут звучать «под английский аккомпанемент». В целом его музыка, хотя и не чуждая модернистских веяний, продолжает традиции импрессионизма. В ней также заметно влияние кельтской музыки, характерное для кумиров его молодости — Арнольда Бакса, Фредерика Делиуса и Эдварда Макдауэлла. В этом ключе он трактовал канадскую народную музыку, и на такие же мелодии писал песни на слова канадских поэтов. В основном его музыка спокойная, часто в танцевальном размере 6/8, однако в его творчестве встречается и подлинный драматизм. Кроме песен, им написан ряд произведений для камерных ансамблей и голоса (в частности, «Четыре трио» для высокого голоса, скрипки и фортепиано и «Лондонский уличный шум», англ. London Street Cries, для одного или двух солистов, виолончели и фортепиано).
Ре-мажорный струнный квартет Смита звучал в цикле передач Би-би-си 1935 года, посвященных канадской музыке, а его ми-минорная виолончельная соната получила в 1943 году премию Канадского общества авторских прав.